# 105 Артеміда
105 Артеміда (105 Artemis) — астероїд головного поясу, відкритий американським астрономом Дж. К. Вотсоном 16 вересня 1868 року. Належить до астероїдів типу С. Названий на честь грецької богині Артеміди.